# Frente fria

Animação representando o avanço de uma frente fria

Uma frente fria é a vanguarda de uma massa de ar mais fria, no nível do solo, que substitui uma massa de ar mais quente, quase sempre associada com uma depressão (baixa pressão). Portanto, frequentemente se forma atrás de um ciclone extratropical (a oeste no hemisfério norte, a leste no sul), na ponta de seu padrão de advecção de ar frio - conhecido como fluxo seco de "cinturão transportador" do ciclone. As diferenças de temperatura através da fronteira da massa de ar pode exceder 30 °C de um lado para o outro. Quando houver umidade suficiente, a chuva pode ocorrer ao longo da fronteira. Se houver instabilidade significativa ao longo da fronteira, uma linha estreita de tempestades pode se formar ao longo da zona frontal. Se a instabilidade for fraca, um amplo escudo de chuva pode se mover atrás da frente e o resfriamento evaporativo da chuva pode aumentar a diferença de temperatura na frente. As frentes frias são mais fortes em estações de transição, como o outono e a primavera, e mais fracas durante o verão.

## Desenvolvimento de frentes frias
Uma frente fria ocorre quando uma massa de ar comparativamente mais frio se move para onde o ar mais quente está presente. O ar mais seco e frio forma um limite íngreme sob o ar mais quente e úmido da superfície e eleva esse ar. Isso geralmente causa formações de nuvens com forte desenvolvimento vertical, que podem se manifestar como uma linha de chuvas e tempestades quando houver umidade suficiente. Em mapas meteorológicos, a posição da superfície da frente fria é marcada com o símbolo de uma linha azul com triângulos apontando na direção de seu avanço. A localização de uma frente fria está na borda dianteira da queda de temperatura, que em uma análise de isoterma apareceria como a borda dianteira do gradiente isotérmico, e normalmente fica dentro de uma depressão de superfície acentuada. As frentes frias movem-se mais rápido do que as frentes quentes e podem produzir mudanças mais nítidas no clima. Como o ar frio é mais denso que o ar quente, ele rapidamente substitui o ar quente que precede a fronteira.
No hemisfério norte, uma frente fria geralmente causa um deslocamento do vento de sudoeste para noroeste no sentido horário, também conhecido como desvio, e no hemisfério sul, um deslocamento de noroeste para sudoeste (sentido anti-horário, retrocesso). A pressão atmosférica diminui constantemente com a aproximação de uma frente fria; com a passagem frontal, a pressão sobe acentuadamente e então se estabiliza. Normalmente, as frentes frias podem ser marcadas por estas características:
| Fenômeno climático           | Antes da passagem da frente | Durante a passagem da frente | Após a passagem da frente |
| ---------------------------- | --- | --- | --- |
| Temperatura                  | Quente | Imediatamente diminuindo | Resfriando continuamente |
| Pressão atmosférica          | Diminuindo constantemente | Mais baixa, depois aumento repentino | Aumentando constantemente |
| Ventos                       | - Sudoeste para sudeste (hemisfério norte) - Noroeste a nordeste (hemisfério sul) | Rajadas de vento | - Norte a oeste, geralmente noroeste (hemisfério norte) - Sul a oeste, geralmente sudoeste (hemisfério sul)                                                                        |
| Precipitação/condições*      | A chuva leve e irregular pode ser produzida por stratocumulus ou stratus no setor quente. No verão, às vezes trovoadas podem ocorrer se uma linha de instabilidade anterior estiver presente. No inverno, podem ocorrer rajadas de vento, chuva ou neve. | Chuva prolongada (nimbostratus) ou trovoadas (cumulonimbus): dependendo das condições. | Chuva parando aos poucos |
| Nuvens*                      | Frequentemente precedidas por cirrus, cirrostratus ou altostratus como uma frente quente (mas geralmente com quantidades menores dessas nuvens). Áreas de cirrocumulus e altocumulus dentro de cirrostratus e altostratus mais comumente vistas do que em uma frente quente. Nuvens cúmulos maiores sob os tipos de nuvens mais altas do que em uma frente quente, onde geralmente ocorrem estratocumulus e cúmulos humilis. Algumas dessas nuvens cúmulos podem produzir chuvas na frente. | Cumulonimbus e cumulus congestus produzindo chuvas frequentes, com uma camada de altostratus superior, através da qual o sol às vezes pode ser visto. Menos comumente, nimbostratus ocorre com chuva contínua. | Altocumulus irregular ou estratocumulus e nuvens cirrus superiores junto com stratus fractus de movimento rápido, e depois eventualmente cúmulos dispersos e às vezes cumulonimbus |
| Visibilidade*                | De razoável a ruim com neblina | Ruim, mas melhorando | Boa, exceto durante chuvas |
| Ponto de condensação da água | Alto, constante | Queda repentina | Diminuindo |

*desde que haja umidade suficiente.

## Nuvens

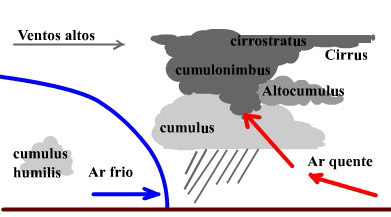
Nuvens associadas a frentes frias

Se a frente fria for altamente instável, nuvens cumulonimbus que produzem tempestades comumente se formam ao longo da frente. As nuvens-bigorna podem se espalhar por uma distância considerável a favor do vento em relação às trovoadas. Os outros tipos de nuvens associados a uma frente fria dependem das condições atmosféricas, como estabilidade da massa de ar e cisalhamento do vento. À medida que a frente se aproxima, o nível médio dá lugar a altostratus e stratocumulus de baixo nível com precipitação leve intermitente se a massa de ar quente sendo deslocada pela frente fria for estável. Com significativa instabilidade da massa de ar, cumulus ou cumulosnimbus verticalmente desenvolvidas com chuvas e tempestades se formarão ao longo da frente.
Após a passagem da frente fria, o céu geralmente clareia à medida que a alta pressão se acumula atrás do sistema, embora quantidades significativas de cumulus ou stratocumulus, muitas vezes na forma de longas faixas chamadas de ruas de nuvens, possam persistir se a massa de ar atrás da frente permanecer úmida. Quantidades pequenas e imutáveis de cumulus ou cirrus em um céu claro são geralmente indicações de um bom tempo contínuo, enquanto a pressão permanecer comparativamente alta.

## Precipitação

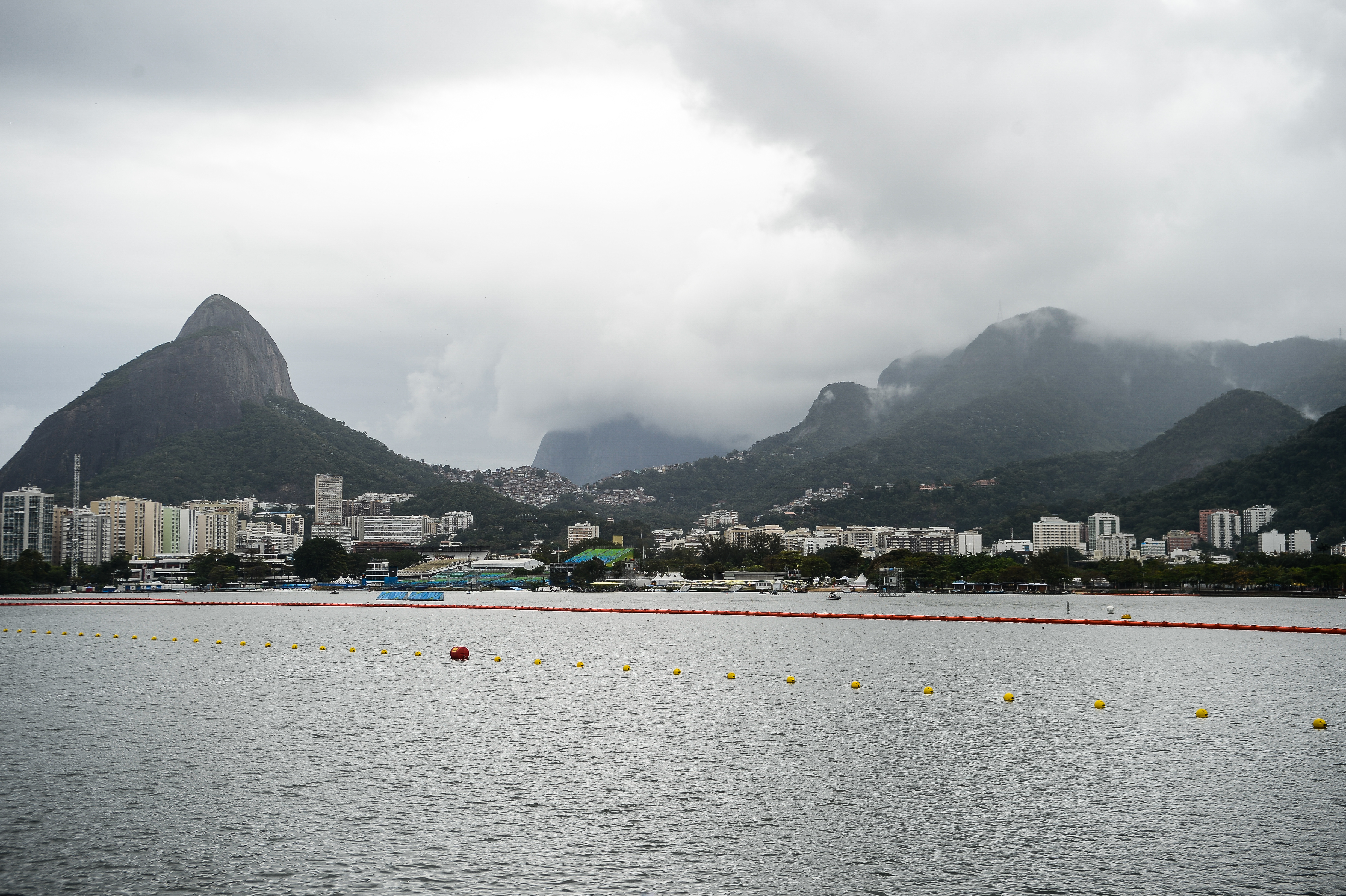
Uma frente fria se aproximando da cidade do Rio de Janeiro.

Uma frente fria comumente traz uma faixa estreita de precipitação que segue ao longo da borda da frente fria. Essas faixas de precipitação são frequentemente muito fortes e podem causar tempestades severas com raios, granizo, rajadas de vento, neve e/ou tornados. Na primavera, essas frentes frias podem ser muito fortes e podem trazer ventos fortes quando o gradiente de pressão é maior do que o normal. Durante os meses de inverno, as frentes frias às vezes passam por uma área com pouca ou nenhuma precipitação. Faixas mais largas de chuva podem ocorrer atrás de frentes frias, que tendem a ter precipitação mais estratiforme e menos convectiva. Essas tempestades às vezes trazem inundações e podem se mover muito lentamente quando a tempestade a direciona é forte e embutida em um padrão de fluxo meridional (com mais movimento de polo para equador em vez de movimento de oeste para leste). No inverno, as frentes frias podem trazer períodos de frio e, ocasionalmente, neve. Na primavera ou verão em latitudes temperadas, pode ocasionalmente cair granizo junto com a chuva. Se a umidade não for suficiente, como quando um sistema já passou por uma barreira na montanha, as frentes frias podem passar sem nebulosidade.

### Circulação frontogenética
Frontogênese é o processo de criar ou aumentar o gradiente de temperatura de uma frente. Durante este processo, a atmosfera reage na tentativa de restaurar o equilíbrio, a consequência é um movimento circular ao longo da frente onde o ar está sendo levantado, ao longo da frente fria e caindo para baixo, atrás da fronteira frontal. Esta é a força real do movimento ascendente ao longo de uma frente responsável pelas nuvens e pela precipitação.
À medida que o gradiente de temperatura aumenta durante a frontogênese, o vento térmico se torna desequilibrado. Para manter o equilíbrio, o vento geostrófico acima e abaixo se ajusta, de forma que as regiões de divergência/convergência se formem. A continuidade de massa exigiria um transporte vertical de ar ao longo da frente fria, onde há divergência (pressão reduzida). Embora essa circulação seja descrita por uma série de processos, eles estão realmente ocorrendo ao mesmo tempo, observáveis ao longo da frente como uma circulação termicamente direta. Existem vários fatores que influenciam a forma final e a inclinação da circulação em torno da frente, determinando em última instância o tipo e a localização das nuvens e da precipitação.

## Mudanças de temperatura
As frentes frias são a vanguarda das massas de ar mais frias, daí o nome "frente fria". Eles têm mudanças de temperatura mais fortes durante o outono (outono) e primavera e durante o inverno. As mudanças de temperatura associadas às frentes frias podem chegar a 30 °C. Quando as frentes frias passam, geralmente há uma rajada de vento rápida, porém forte, que mostra que a frente fria está passando. Em observações meteorológicas de superfície, uma observação conhecida como FROPA é codificada quando isso ocorre. Os efeitos de uma frente fria podem durar de horas a dias. O ar atrás da frente é mais frio do que o ar que está substituindo e o ar quente é forçado a subir, então ele esfria. Como o ar mais frio não consegue reter tanta umidade quanto o ar quente, nuvens se formam e chove.

## Características das fronteiras em torno de um ciclone extratropical
As frentes frias se formam quando uma massa de ar mais frio se move para uma área de ar mais quente no rastro de um ciclone extratropical em desenvolvimento. O ar mais quente interage com a massa de ar mais frio ao longo da fronteira e geralmente produz precipitação. As frentes frias geralmente seguem uma frente quente ou uma linha de rajada. Muito comumente, as frentes frias têm uma frente quente à frente, mas com uma orientação perpendicular. Em áreas onde as frentes frias alcançam a frente quente, a frente oclusa se desenvolve. As frentes oclusas têm uma zona de ar quente no alto. Uma frente fria é considerada uma frente quente se começa a retroceder antes do próximo ciclone extratropical ao longo do limite frontal e é chamada de frente estacionária se parar.